# Sant Esteve Sesrovires
Sant Esteve Sesrovires település Spanyolországban, Barcelona tartományban. Lakosainak száma 8060 fő (2024).

## Földrajza
Sant Esteve Sesrovires Abrera, Martorell, Castellví de Rosanes, Gelida, Sant Llorenç d’Hortons, Masquefa és Els Hostalets de Pierola községekkel határos.

## Közlekedés
A település az FGC vasúttársaság Llobregat–Anoia-vasútvonala vonalán fekszik, melyen Barcelona is könnyedén megközelíthető.

## Testvértelepülések
- Centro Habana
- Champniers

## Népesség
A település lakosságának változását az alábbi diagram mutatja:
| Lakosok száma | 210  | 1093 | 909  | 889  | 1678 | 5978 | 7202 | 7542 | 7612 | 8060 |
|               | 1717 | 1887 | 1936 | 1960 | 1986 | 2004 | 2009 | 2014 | 2019 | 2024 |